# 別洛赫拉德礦泉村

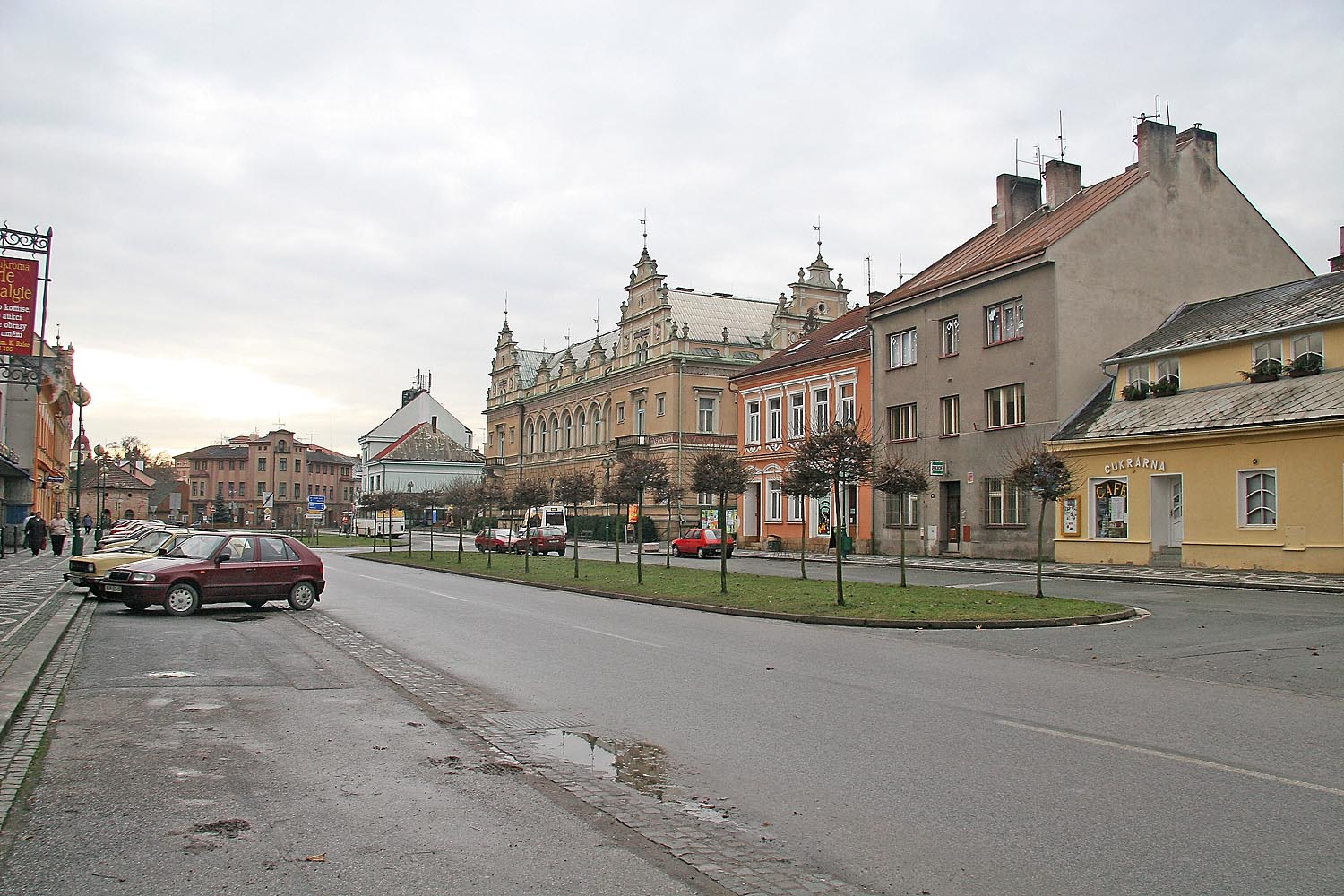

別洛赫拉德礦泉村（[ˈlaːzɲɛ ˈbjɛloɦrat] ⓘ）是捷克的城鎮，位於該國北部，距離伊欽15公里，由赫拉德茨-克拉洛韋州負責管轄，面積4.21平方公里，海拔高度291米，2013年人口達3,743。

## 外部連結
- Municipal website（页面存档备份，存于） (in Czech)
- Spa in the town（页面存档备份，存于） (cs, en, de, ru)